# Salles-sur-Mer
Salles-sur-Mer ist eine französische Gemeinde mit 2.427 Einwohnern (Stand: 1. Januar 2022) im Département Charente-Maritime in der Region Nouvelle-Aquitaine. Sie gehört zum Arrondissement La Rochelle, zum Kanton Châtelaillon-Plage (bis 2015: Kanton La Jarrie) und ist Mitglied im Gemeindeverband La Rochelle Agglomération. Die Einwohner werden Sallésien(ne)s genannt.

## Geografie
Salles-sur-Mer liegt etwa neun Kilometer südöstlich von La Rochelle in der historischen Landschaft Aunis. Auch wenn der Name es suggeriert, liegt die Gemeinde nicht am Atlantik, sondern etwas mehr als vier Kilometer östlich davon. Umgeben wird Salles-sur-Mer von den Nachbargemeinden La Jarne im Norden, La Jarrie im Nordosten, Croix-Chapeau im Osten, Thairé im Südosten, Saint-Vivien, Châtelaillon-Plage im Südwesten sowie Angoulins im Westen.
Am Westrand der Gemeinde führt die frühere Route nationale 137 entlang.

## Bevölkerungsentwicklung
| Jahr                      | 1962 | 1968 | 1975 | 1982 | 1990 | 1999 | 2006 | 2012 |
| Einwohner                 | 667  | 647  | 926  | 1369 | 1441 | 1611 | 1997 | 2056 |
| Quelle: Cassini und INSEE |      |      |      |      |      |      |      |      |

## Sehenswürdigkeiten
Siehe auch: Liste der Monuments historiques in Salles-sur-Mer
- Kirche Notre-Dame-de-l’Assomption
- Schloss Cramahé aus dem 18. Jahrhundert
- Schloss L’Herbaudière
- Schloss L’Héronière aus dem 18. Jahrhundert
- Schloss Rouillet aus dem 15. Jahrhundert, im 18. Jahrhundert umgebaut

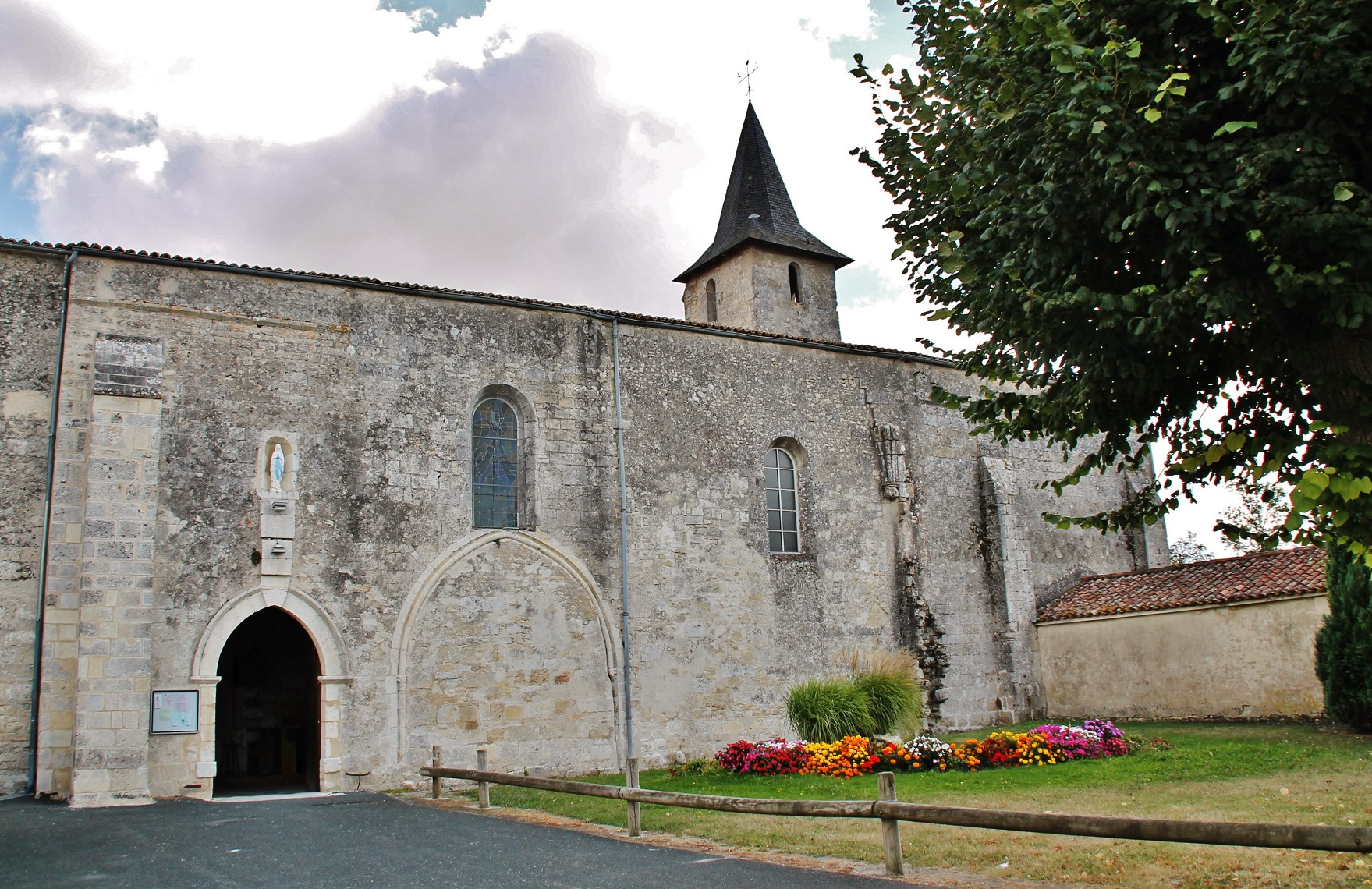
Kirche Notre-Dame-de-l'Assomption

## Persönlichkeiten
- Daniel Savary (1743–1808), Konteradmiral